# Principessa Zelda
La Principessa Zelda (ゼルダ姫?, Zeruda-hime) è la protagonista femminile della serie di videogiochi The Legend of Zelda. Zelda compare in quasi tutti i titoli della saga e nei videogiochi della serie Super Smash Bros. Super Smash Bros. Melee , Super Smash Bros. Brawl e Super Smash Bros. per Nintendo 3DS e Wii U. È il personaggio giocante di The Legend of Zelda: Echoes of Wisdom e possiede due alter ego: Sheik e Dazel.

## Nome
Shigeru Miyamoto ha affermato di aver preso spunto per il nome del personaggio dalla moglie dello scrittore Francis Scott Fitzgerald, Zelda Sayre Fitzgerald.
Sebbene l'uso del nome Zelda sia attestato negli Stati Uniti d'America dal 1880 l'attrice Zelda Williams, nata nel 1989, trae il suo nome dalla passione del padre, Robin Williams, per la serie The Legend of Zelda.

## Biografia
Figlia di Re di Hyrule, Zelda è la principessa del regno. Possiede un frammento del leggendario oggetto chiamato Triforza, più precisamente la "Triforza della Saggezza". Nonostante la serie porti il suo nome, la principessa viene spesso rapita, soprattutto da Ganon, in possesso della triforza del potere. In molti giochi viene rappresentata come una dei saggi e una profetessa. In Ocarina of Time e Minish Cap Zelda dimostra di conoscere l'arte della magia, lanciando potenti raggi energetici e campi di forza magici. Come Link, Zelda non è sempre la stessa persona in ogni gioco ma una discendente di essa. Tuttavia, possiede sempre le stesse caratteristiche.
Appare in tutti i giochi con l'eccezione di Link's Awakening, dove è solo menzionata. Viene mostrata da bambina in quasi tutti i capitoli, mentre in Twilight Princess, Skyward Sword, Breath of the Wild e Tears of the Kingdom la troviamo adulta. In Ocarina of Time appare sia adulta che bambina. In ogni caso, la sua età è sempre la stessa di Link. In Twilight Princess, Zelda viene imprigionata dal malvagio Zant, ma si scopre in seguito che gli era stato ordinato da Ganondorf. Per un breve periodo di tempo, il malvagio Ganon prende possesso del corpo della principessa, ma viene scacciato via da Link. Durante la battaglia finale, Zelda lancerà delle frecce di luce contro Ganondorf per stordirlo. In Wind Waker, Zelda ha inizialmente l'identità di una giovane piratessa chiamata Dazel (Tetra in inglese, comunque è un anagramma di Zelda). Seguendo Link per la sua avventura, Dazel giunge insieme a lui nel Castello di Hyrule, dove scopre di essere la Principessa Zelda. In Phantom Hourglass, Zelda ricompare nuovamente sotto il nome di Dazel. Viene trasformata in pietra dal malvagio demone Bellum, ma viene salvata nuovamente da Link. In Spirit Tracks vediamo di nuovo Zelda bambina, discendente della piratessa Dazel. Il suo corpo viene rapito da dei demoni e Link può vedere il suo spirito. Sotto questa forma è in grado di prendere possesso degli spettri. Nonostante i capitoli canonici facciano intendere che fra Zelda e Link ci sia del tenero, questo lato del loro rapporto non è mai stato confermato e tuttora rimane soltanto una caratteristica aggiunta alla coppia per far intendere che hanno un legame molto forte.

## Apparizioni
- The Legend of Zelda - 1986 (NES)
- Zelda II: The Adventure of Link - 1987 (NES)
- The Legend of Zelda: Link's Awakening - 1993 (Game Boy)
- The Legend of Zelda: A Link to the Past - 1991 (SNES)
- The Legend of Zelda: Oracle of Seasons - 2001 (Game Boy Color)
- The Legend of Zelda: Oracle of Ages - 2001 (Game Boy Color)
- The Legend of Zelda: Ocarina of Time - 1998 (Nintendo 64)
- The Legend of Zelda: Majora's Mask - 2000 (Nintendo 64)
- The Legend of Zelda: The Wind Waker - 2002 (GameCube)
- The Legend of Zelda: Ocarina of Time Master Quest - 2002 (GameCube)
- The Legend of Zelda: Four Swords - 2002 (Game Boy Advance)
- The Legend of Zelda: Four Swords Adventures - 2004 (GameCube)
- The Legend of Zelda: The Minish Cap - 2004 (Game Boy Advance)
- The Legend of Zelda: Twilight Princess - 2006 (GameCube/Wii)
- The Legend of Zelda: Phantom Hourglass - 2007 (Nintendo DS)
- The Legend of Zelda: Spirit Tracks - 2009 (Nintendo DS)
- The Legend of Zelda: Ocarina of Time 3D - 2011 (3DS)
- The Legend of Zelda: Skyward Sword - 2011 (Wii)
- The Legend of Zelda: The Wind Waker HD - 2013 (Wii U)
- The Legend of Zelda: A Link Between Worlds - 2013 (3DS)
- The Legend of Zelda: Majora's Mask 3D - 2015 (3DS)
- The Legend of Zelda: Twilight Princess HD - 2016 (Wii U)
- The Legend of Zelda: Breath of the Wild - 2017 (Nintendo Switch, Wii U)
- The Legend of Zelda: Tears of the Kingdom - 2023 (Nintendo Switch)
- The Legend of Zelda: Echoes of Wisdom - 2024 (Nintendo Switch)

### Fuori dalla serie
- Link: The Faces of Evil - 1993 (CD-i)
- Zelda: The Wand of Gamelon - 1993 (CD-i)
- Zelda's Adventure - 1994 (CD-i)
- Super Smash Bros. Melee - 2001 (GameCube)
- Super Smash Bros. Brawl - 2008 (Wii)
- Super Smash Bros. for Nintendo 3DS e Wii U - 2014 (3DS, Wii U)
- Hyrule Warriors - 2014 (Wii U, 3DS)
- Super Smash Bros. Ultimate - 2018 (Nintendo Switch)
- Cadence of Hyrule: Crypt of the NecroDancer Featuring The Legend of Zelda - 2019 (Nintendo Switch)
- Hyrule Warriors: L'era della calamità - 2019 (Nintendo Switch)